# Dytaster grandis
Dytaster grandis är en sjöstjärneart som först beskrevs av Addison Emery Verrill 1884.  Dytaster grandis ingår i släktet Dytaster och familjen kamsjöstjärnor.
Artens utbredningsområde är Mexikanska golfen.

## Underarter
Arten delas in i följande underarter:
- D. g. nobilis
- D. g. grandis